# Nacerdes akiyamai
Nacerdes akiyamai es una especie de coleóptero de la familia Oedemeridae.

## Distribución geográfica
Habita en la isla de Taiwán.